# 雨宮悠香
雨宮 悠香（あまみや ゆうか、1992年6月17日 - ）は、日本の タレント。所属レコード会社はブルー・ミュージックエンタテインメント、ポニーキャニオン。

## 人物
兵庫県神戸市出身。過去にはドイツ・アメリカに住んでおり、語学堪能である。
身長153cm。血液型はA型。愛称は、「うーちゃん」「ゆんゆん先生」。
趣味は音楽鑑賞、 アニメ、作詞、 バレーボール、 バドミントンなど。
特技は消しゴムで判子を作ること。文武両道。

## 略歴
2011年
- 3月 - 芸能プロダクションフレンズプロダクションに所属。
- 5月 - 芸能プロダクションフレンズプロダクション内声優アイドルユニットさくらあめ結成。
- 6月 - USTREAMの番組内で行われたオーディションにて合格し、成田童夢プロデュースのユニットD-si☆'sのメンバーとなる[2]。

2012年
- 1月 - レコード会社ブルー・ミュージックエンタテインメント所属のユニットBME（ビーエムイー)に新メンバーとして参加。センターを務める。
- 10月 - レコード会社ブルー・ミュージックエンタテインメント所属のユニットBME♥を田中絵里花、鉄戸美桜、松岡美羽と共に結成[3]。

## 出演

### テレビ
- 〜心に響く言葉の総合バラエティ〜世界は言葉でできている（2011年3月26日 、フジテレビ）
- スマイルスタジアム（2012年2月18日 、フジテレビ）

### ラジオ
- ムッシュタケウチショー（2011年5月20日 - 2012年9月28日、鎌倉FM）
- まほろばステーション『西田エリの灰色のカラスは最高さ』（2012年2月25日 、全国コミュニティFM）
- 声優パラダイスステーション（2012年10月1日 - 、西東京FM）

### 映画
- 新垣里沙主演『とびだせ新選組!』（2013年11月30日公開）

### WEB
- ブルーミュージックチャンネル『オールナイトチャンネル』（2012年1月 - 、ニコニコ生放送公式チャンネル）土曜日
- ブルーミュージックチャンネル『うーちゃん♪うーたん♪おらウータン♪』（2012年2月2日 - 、ニコニコ生放送公式チャンネル）木曜日
- ブルーミュージックチャンネル『アイドル学園』（2012年4月 - 、ニコニコ生放送公式チャンネル）日曜日
- アイドル生放送局（2012年5月 - ニコニコ生放送公式チャンネル）月曜日メインMC
- 『青山アイドルブティック試着室』（2012年6月 - ニコニコ生放送公式チャンネル）ゲストモデル出演
- ブルーミュージックチャンネル『声優学園』（2012年 - 2012年10月6日、ニコニコ生放送公式チャンネル）土曜日
- ブルーミュージックチャンネル『うーちゃん♪うーたん♪おらウータン♪』（2012年10月19日 - 、ニコニコ生放送公式チャンネル）金曜日

### ライブ
| 開催日         | 公演タイトル                                           | 場所                                     | 備考 |  |
| 2011年8月13日  | 『東日本大震災そうま慰霊花火大会』（D-si☆'s）          | 福島県相馬市                             |      |  |
| 2011年8月16日  | デビューライブ（D-si☆'s）                              | 川崎CLUB CITTA                           |      |  |
| 2011年8月18日  | 秋葉系アイドルチャンネル in ＵＤＸ（D-si☆'s）          | 秋葉原UDX                                |      |  |
| 2011年8月27日  | としまえん（D-si☆'s）                                  | 練馬・緑のビアガーデン                   |      |  |
| 2011年9月2日   | Ivory Voice（D-si☆'s）                                 | 高田馬場・mono                           |      |  |
| 2011年9月3日   | GIRLS☆STAGE（e-Sexy）                                  | 新宿・RUIDO K4                           |      |  |
| 2011年9月4日   | GIRLS BLAVO!vol.72/73（e-Sexy）                        | 渋谷・RUIDO K2                           |      |  |
| 2011年9月10日  | GIRLS×GIRLS×GIRLS（D-si☆'s）                           | 東京キネマ倶楽部                         |      |  |
| 2011年9月14日  | I Revolution Vol.7（D-si☆'s）                          | 川崎CLUB CITTA                           |      |  |
| 2011年9月22日  | 葡萄の実ライブ！！（D-si☆'s）                          | 六本木・BAUHAUS                          |      |  |
| 2011年9月23日  | 〜GIRLS SPLASH〜35（D-si☆'s）                          | 池袋・RUIDO K3                           |      |  |
| 2011年10月03日 | Recreation Linkks Presents Re:Creaion Vol.2（D-si☆'s） | 赤坂・赤坂BLITZ                          |      |  |
| 2011年10月09日 | 痛Gふぇすた ゲスト（D-si☆'s）                          | お台場・小田井場レインボータウン         |      |  |
| 2011年10月10日 | Artispark vol.14（D-si☆'s）                            | 新宿・新宿Rudio K4                       |      |  |
| 2011年10月15日 | （D-si☆'s）                                            | 新宿・新宿Rudio K4                       |      |  |
| 2011年10月16日 | （D-si☆'s）                                            | 茨城・ポティロンの森                     |      |  |
| 2011年10月21日 | I Revolution Vol.8（D-si☆'s）                          | 川崎・川崎CLUB CITTA                     |      |  |
| 2011年10月22日 | フレンズナイト vol.12（みかん牛乳）                    | 幡ヶ谷・CLUB HEAVY SICK                  |      |  |
| 2011年11月07日 | （D-si☆'s）                                            | 渋谷・RUDIO K2                           |      |  |
| 2011年11月12日 | GIRLS☆STAGE 54（D-si☆'s）                              | 新宿・新宿RUDIO                          |      |  |
| 2011年11月15日 | Moving AcT!!（みかん牛乳）                             | 秋葉原・Studio PENTAGON                  |      |  |
| 2011年11月15日 | 『校境なき文化祭』（D-si☆'s）                          | デジタルハリウッド大学八王子制作スタジオ |      |  |
| 2011年11月25日 | Candy Pop Beat 東京 vol.12（みかん牛乳）               | 亀戸・yanagi                             |      |  |
| 2011年11月28日 | Moving AcT!!（みかん牛乳）                             | 秋葉原・Studio PENTAGON                  |      |  |
| 2011年12月10日 | Venus Parade 東京vol.24（みかん牛乳）                  | 亀戸・yanagi                             |      |  |
| 2011年12月10日 | Venus Parade 東京vol.25（みかん牛乳）                  | 亀戸・yanagi                             |      |  |
| 2011年12月20日 | Moving AcT!!（みかん牛乳）                             | 秋葉原・Studio PENTAGON                  |      |  |
| 2012年1月16日  | Girls Bravo 88（みかん牛乳）                           | 渋谷・RUDIO K2                           |      |  |
| 2012年1月18日  | BMEメジャーデビューCD発売イベント                      | AKIHABARAゲーマーズ本店                  |      |  |
| 2012年2月28日  | （BME）                                                |                                          |      |  |
| 2012年2月25日  | BMEスペシャルイベント（BME）                           | 原宿・KDDIデザイニングスタジオ           |      |  |
| 2012年2月26日  | BMEインストアライブ（BME）                             | 宇都宮・ベルモールカリヨンプラザ         |      |  |

### 書籍
- ランニング1年生（2011年12月12日 、アディダス(監修)、成美堂出版(編集)）メインモデル

### MC
- 湘南寄席（2012年6月23日、湘南文化芸術振興会）
- 夏だ!湘南だ!ひーちゃん祭り 金元寿子トークショー（2012年7月7日）

## ディスコグラフィ
- 「ふにふわ」(2012年1月18日、ブルー・ミュージックエンタテインメント、ポニーキャニオン)
- 「すてっぷ♪」(2012年1月18日、ブルー・ミュージックエンタテインメント、ポニーキャニオン)
- 「ありがと。」(2012年1月18日、ブルー・ミュージックエンタテインメント、ポニーキャニオン)
- 「わっふるわぁるど」(BMDL-10002、2014年3月4日、iTunes、レコチョク、amazon.jp)